# Heaven (låt av Jónsi)
Heaven är en låt framförd av Jónsi. Den är skriven av Sveinn Rúnar Sigurðsson och Magnús Thor Sigmundsson.
Låten var Islands bidrag i Eurovision Song Contest 2004 i Istanbul i Turkiet. I finalen den 15 maj slutade den på nittonde plats med 16 poäng.